# Stade Giorgio-Ferrini
Le stade Giorgio-Ferrini (en italien : Stadio Giorgio Ferrini), également connu sous le nom de terrain sportif Giorgio-Ferrini (en italien : Campo Sportivo Giorgio Ferrini), est un stade omnisports italien (servant principalement pour le football et le football américain), situé à Chiarbola, quartier de la ville de Trieste, au Frioul-Vénétie julienne.
Le stade, doté de 1 700 places, sert d'enceinte à domicile pour les équipes de football de l'Associazione Sportiva Dilettantistica Chiarbola Ponziana Calcio et de l'Unione Sportiva Triestina Calcio 1918 (pour ses équipes de jeunes), ainsi que pour l'équipe de football américain des Muli Trieste.
Le stade tire son nom de Giorgio Ferrini, ancienne gloire du football italien (joueur international et entraîneur) et originaire de la ville.

## Histoire
En 2020 est prise la décision par la municipalité de rénover le stade pour le faire utiliser principalement par l'US Triestina.